# Musée de Minéralogie (Paris)
Pour les articles homonymes, voir Musée de minéralogie.
Le musée de Minéralogie, qui comme son nom l'indique porte sur la minéralogie, est l'un des plus anciens musées de France. Il a été fondé en 1794, un an après le Muséum national d'histoire naturelle et le musée du Louvre (fondés tous les deux en 1793).
Le musée de Minéralogie est ouvert au public au numéro 60 du boulevard Saint-Michel, dans le 6e arrondissement de Paris.

## Description
Le musée de Minéralogie de l'école nationale supérieure des mines de Paris est installé dans l'hôtel de Vendôme depuis 1815. C'est René Just Haüy qui est à l'origine des collections du musée de Minéralogie et de la création du musée en 1794.
Le musée de Minéralogie de l'école nationale supérieure des mines de Paris est considéré comme un musée de premier plan dans son domaine,, avec une importante collection systématique et une grande collection d'espèces types, il figure parmi les plus grands musées de minéralogie du monde.

## Collections
Les collections du musée, parmi les plus complètes du monde, comprennent plus de 100 000 échantillons, dont plus de 4000 sont exposés en vitrine dans 12 salles.
Le musée possède notamment une collection de 700 gemmes, de 300 météorites et de minéraux artificiels. Parmi les pièces les plus spectaculaires, une partie des gemmes taillées provenant des Joyaux de la Couronne de France ont été attribuées à l'École des Mines en 1887.